# Gruppa Krovi
| Recensione | Giudizio |
| ---------- | -------- |
| AllMusic   |          |

Gruppa Krovi (in russo Группа Крови?, "gruppo sanguigno") è il sesto album in studio del gruppo rock sovietico Kino, pubblicato nel 1988.

## Descrizione
Dopo la pubblicazione sovietica, l'album è stato distribuito negli Stati Uniti nel 1989 dalla Capitol Records. La title track Gruppa Krovi è un inno contro la guerra. 
Dopo la richiesta di alcuni fan, la stessa canzone è stata tradotta e registrata in inglese con il titolo Blood Type.
È stato ristampato nel 1996 dalla Moroz Records.

### La copertina
La copertina richiama l'avanguardia russa post-guerra di artisti come El Lissitzky.

## Tracce
Testi e musiche di Viktor Coj.
1. Gruppa Krovi (Группа крови) – 4:45
2. Zakroj za mnoj dver', ja uchožu (Закрой за мной дверь, я ухожу) – 4:15
3. Vojna (Война) – 4:04
4. Spokojnaja noč’ (Спокойная ночь) – 6:07
5. Mama, my vse sošli s uma (Мама, мы все сошли с ума) – 4:06
6. Bošetunmaj (Бошетунмай) – 4:09
7. V našich glazach (В наших глазах) – 3:34
8. Попробуй спеть вместе со мной (Poprobuj spet' vmeste so mnoj) – 4:35
9. Prochožij (Прохожий) – 3:39
10. Dal'še dejstvovat' budem my (Дальше действовать будем мы) – 3:55
11. Legenda (Легенда) – 4:10

Durata totale: 47:19

## Formazione
- Viktor Coj - voce principale, chitarra
- Jurij Kasparjan - chitarra solista, voce
- Igor' Tichomirov - basso
- Georgij Gur'janov - percussioni, voce
- Andrej Sigle - tastiere
- Igor' Veričev - noise
- Aleksej Višnja - mixaggio e masterizzazione

## In altri media
- Gruppa Krovi appare nella colonna sonora del videogioco Grand Theft Auto IV. È stata rimossa nel 2018 dopo la scadenza decennale della licenza.[senza fonte]